# Collerins
Collerins és un coll a 898,3 m. alt. situat en el terme municipal de Tremp, dins de l'antic terme de Gurp de la Conca.
És a tocar, al nord-oest, de lo Tossal, a l'extrem sud-oriental del Serrat del Comellar. Es troba al nord-nord-oest de Sant Adrià.